# STS-121
STS-121 var en rymdfärd till den internationella rymdstationen ISS som genomfördes med den amerikanska rymdfärjan Discovery mellan 4 juli och 17 juli 2006. Discovery lyfte från Pad 39B vid Kennedy Space Center 4 juli efter 3 dagars försening på grund ofördelaktigt väder.
Huvuduppdraget var att testa nya säkerhetsprocedurer som införts efter Columbias haveri 2003. Man levererade även utrustning och experiment till rymdstationen, detta gjorde man med hjälp av modulen  Leonardo. Bland annat levererades och installerades till laboratoriet Destiny en 300 liters frysbox (Minus Eighty Degree Laboratory Freezer, MELFI) där man i sektioner kan lagra prover och annat i olika temperaturer.
Rymdfärjan landade vid Kennedy Space Centers Shuttle Landing Facility Runway 15 17 juli 2006. Landningen blev den 62:a för rymdfärjorna vid Kennedy Space Center. Landningen skedde på det 202:a varvet runt jorden.
Totalt tog uppdraget 306 timmar, 37 minuter och 54 sekunder.

## Besättning

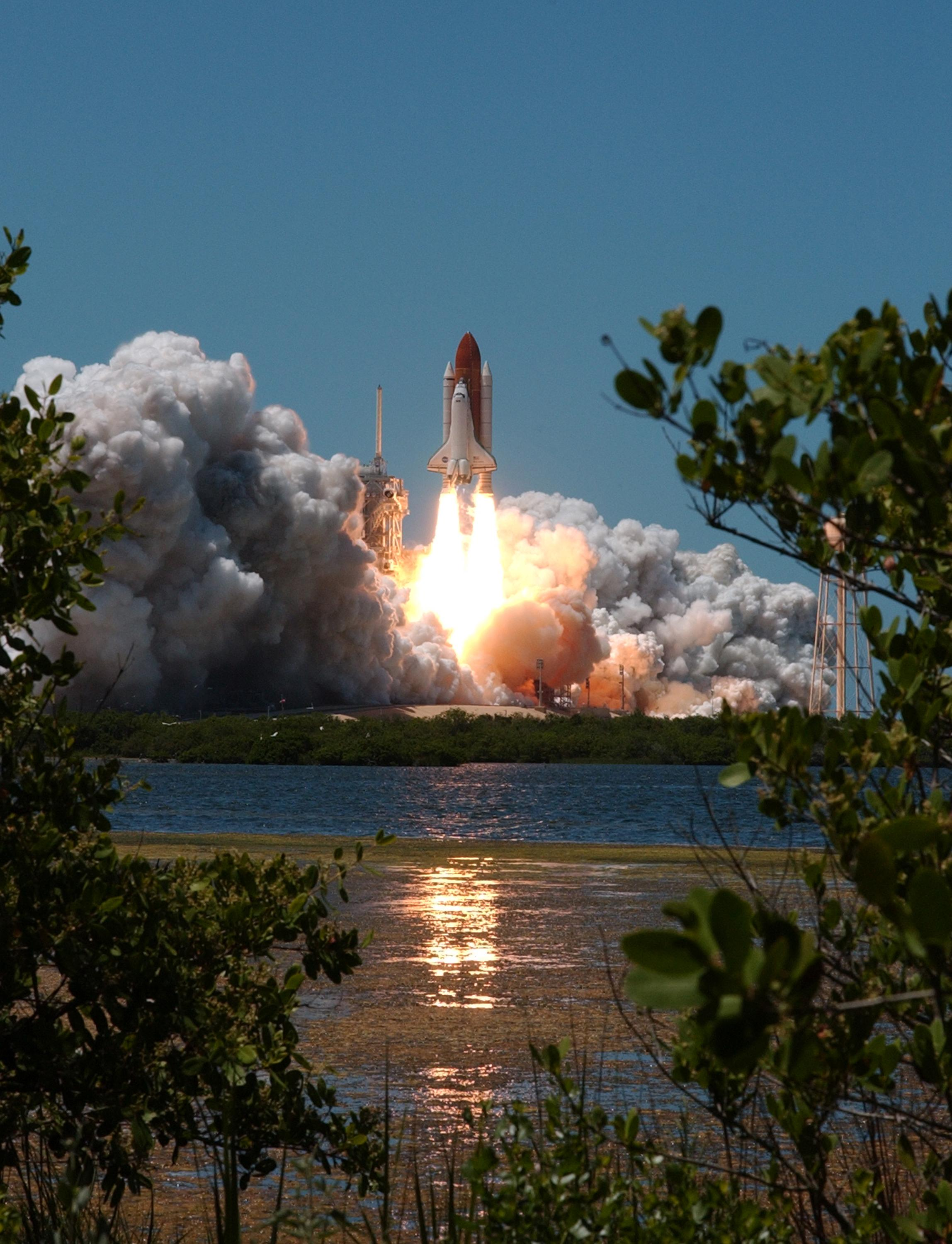
STS-121s uppskjutning

### STS-121
1. Steven W. Lindsey (4), befälhavare.
2. Mark E. Kelly (2), pilot
3. Michael E. Fossum (1), uppdragsspecialist
4. Lisa M. Nowak (1), uppdragsspecialist
5. Stephanie D. Wilson (1), uppdragsspecialist
6. Piers J. Sellers (2), uppdragsspecialist

Vid uppfärden bestod besättningen av sju personer. ESA-astronauten Reiter lämnades kvar ombord på rymdstationen. Han återvände i december 2006 med STS-116.

### ISS-13
Thomas A. Reiter (2), åkte med STS-121 upp för att tas ner på jorden igen med STS-116 i december 2006.

## Väckningar
Under Geminiprogrammet började NASA spela musik för besättningar och sedan Apollo 15 har man varje "morgon" väckt besättningen med ett särskilt musikstycke, särskilt utvalt antingen för en enskild astronaut eller för de förhållanden som råder.
| Dag | Låt                         | Artist/Kompositör             | Spelad för        | Länk    |
| --- | --------------------------- | ----------------------------- | ----------------- | ------- |
| 2   | "Lift Every Voice and Sing" | New Galveston Chorale         | Stephanie Wilson  | MP3 WAV |
| 3   | "Daniel"                    | Elton John                    | Thomas Reiter     | MP3 WAV |
| 4   | "Good Day Sunshine"         | The Beatles                   | Lisa Nowak        | MP3 WAV |
| 5   | "God of Wonders"            | Marc Byrd och Steve Hindalong | Mike Fossum       | MP3 WAV |
| 6   | "I Have a Dream"            | Abba                          | Mark Kelly        | MP3 WAV |
| 7   | "Clocks"                    | Coldplay                      | Piers Sellers     | MP3 WAV |
| 8   | "All Star"                  | Smash Mouth                   | Lisa Nowak        | MP3 WAV |
| 9   | "I Believe I Can Fly"       |                               | Stephanie Wilson  | MP3 WAV |
| 10  | Tema från Charlies änglar   |                               | hela besättningen | MP3 WAV |
| 11  | "The Texas Aggie War Hymn"  | The Fightin' Texas Aggie Band | Mike Fossum       | MP3 WAV |
| 12  | "Beautiful Day"             | U2                            | Mark Kelly        | MP3 WAV |
| 13  | "Just Like Heaven"          | The Cure                      | Piers Sellers     | MP3 WAV |
| 14  | "The Astronaut"             | Something Corporate           | Steven Lindsey    | MP3 WAV |